# コンスタンス・ド・トゥールーズ
コンスタンス・ド・トゥールーズ（フランス語：Constance de Toulouse, 1180年ごろ - 1260年5月12日）は、トゥールーズ伯レーモン6世とその2番目の妃ベアトリス・ド・ベジエの娘。
1195年にナバラ王サンチョ7世と結婚したが、1200年に離婚した。その後、アンデューズ領主ピエール＝ベルモン2世・ド・ソーヴと再婚した。
2番目の夫との間に、以下の子女が生まれた。
- ピエール・ベルモン（1204年 - 1254年） - ソーヴ領主
- レーモン・ベルモン - フロラック男爵家祖
- ベルモン - ケラール男爵家祖
- ベアトリス - アルノー1世・ド・ロックファイユと結婚
- シビーユ - バラル1世・ド・ボー（英語版）と結婚、アラゴン王フェルナンド2世の先祖の一人。娘セシルはサヴォイア伯アメデーオ4世と結婚した。
- マリー - ロマーニュ子爵およびアルマニャック伯アルノー・オドンと結婚
- 娘 - ユーグ・ド・ミラベルと結婚